# 青華苑

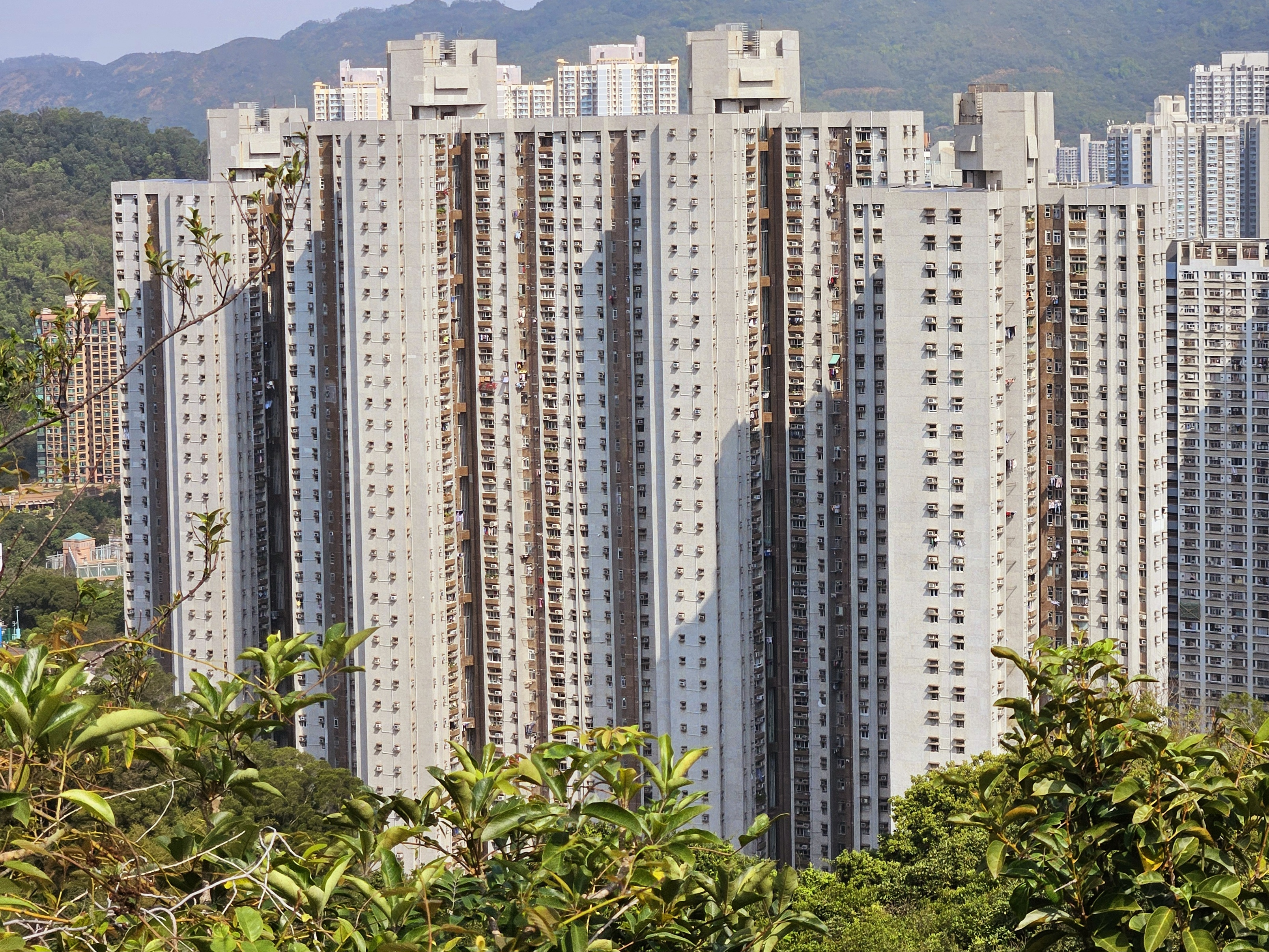
青華苑新十字型大廈

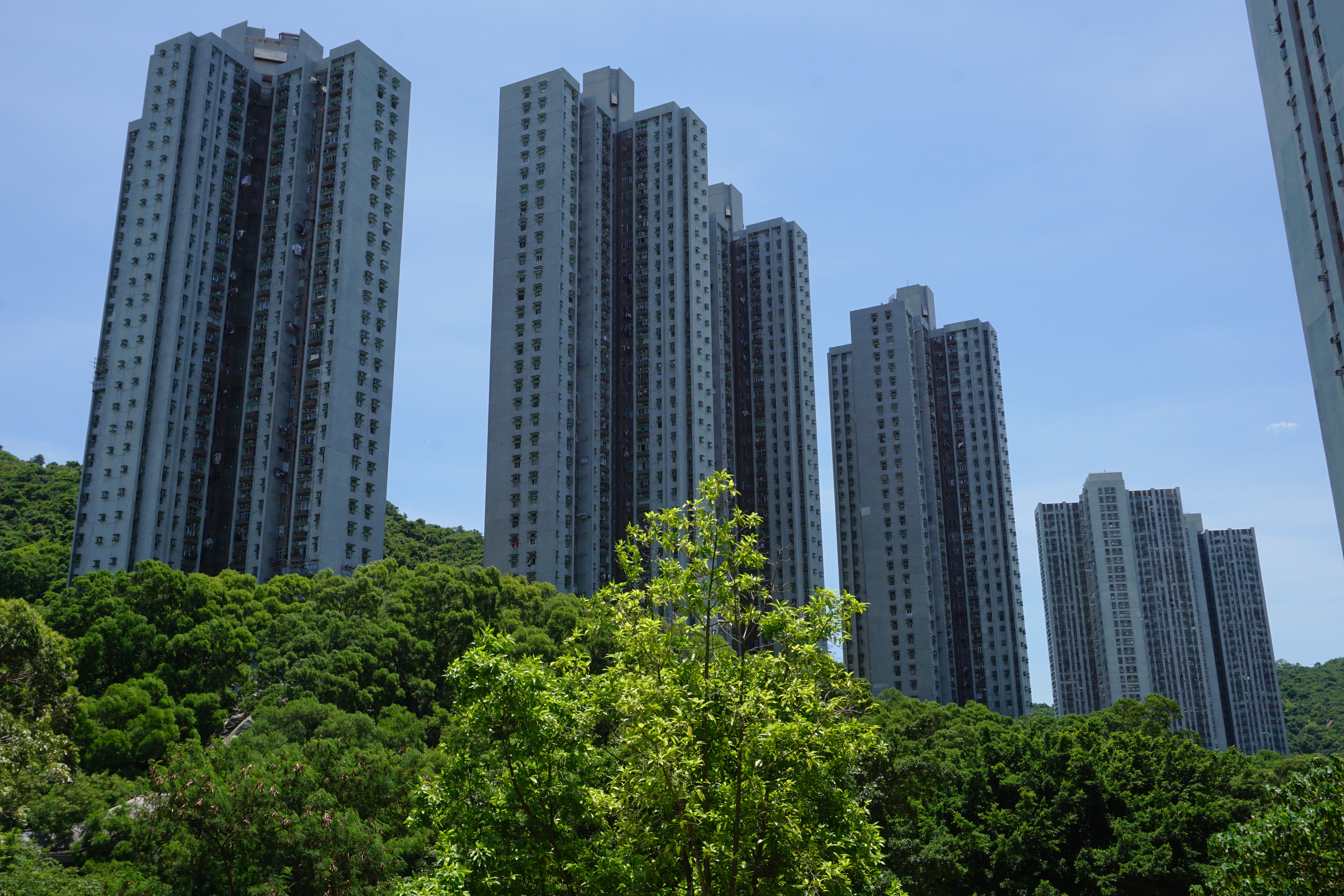
另一角度的青華苑新十字型大廈

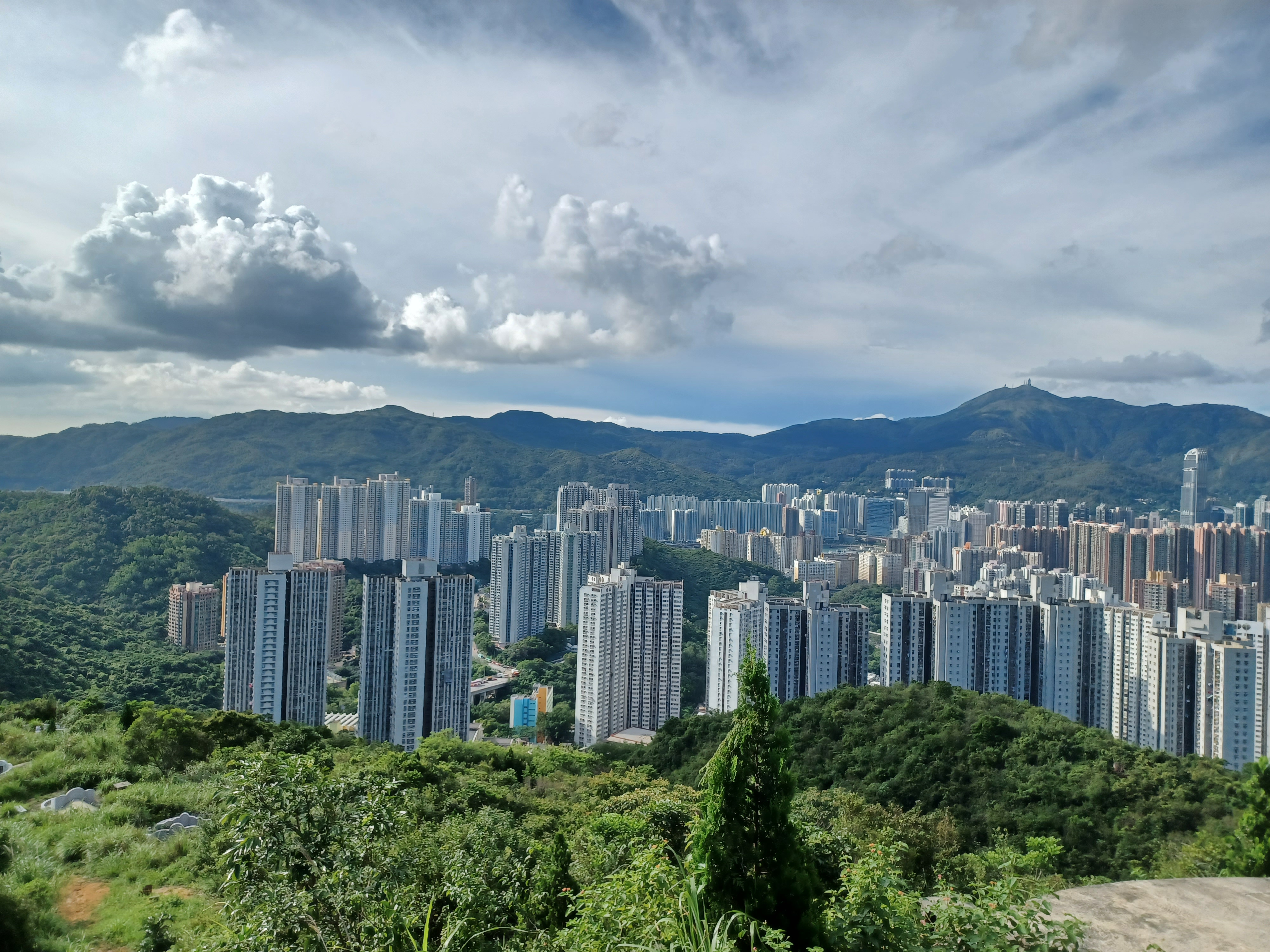
遠眺青華苑

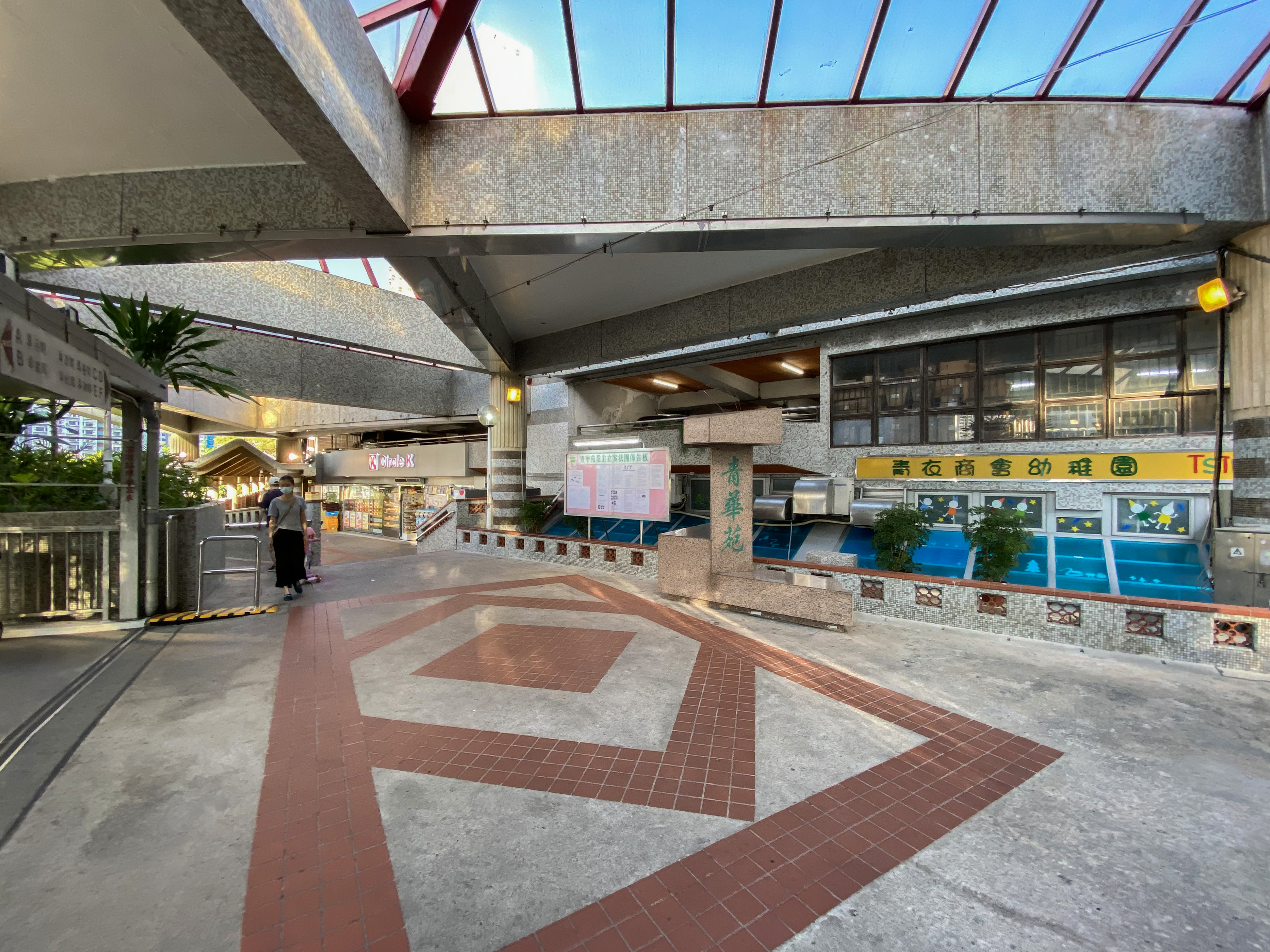
屋苑內唯一商店為OK便利店

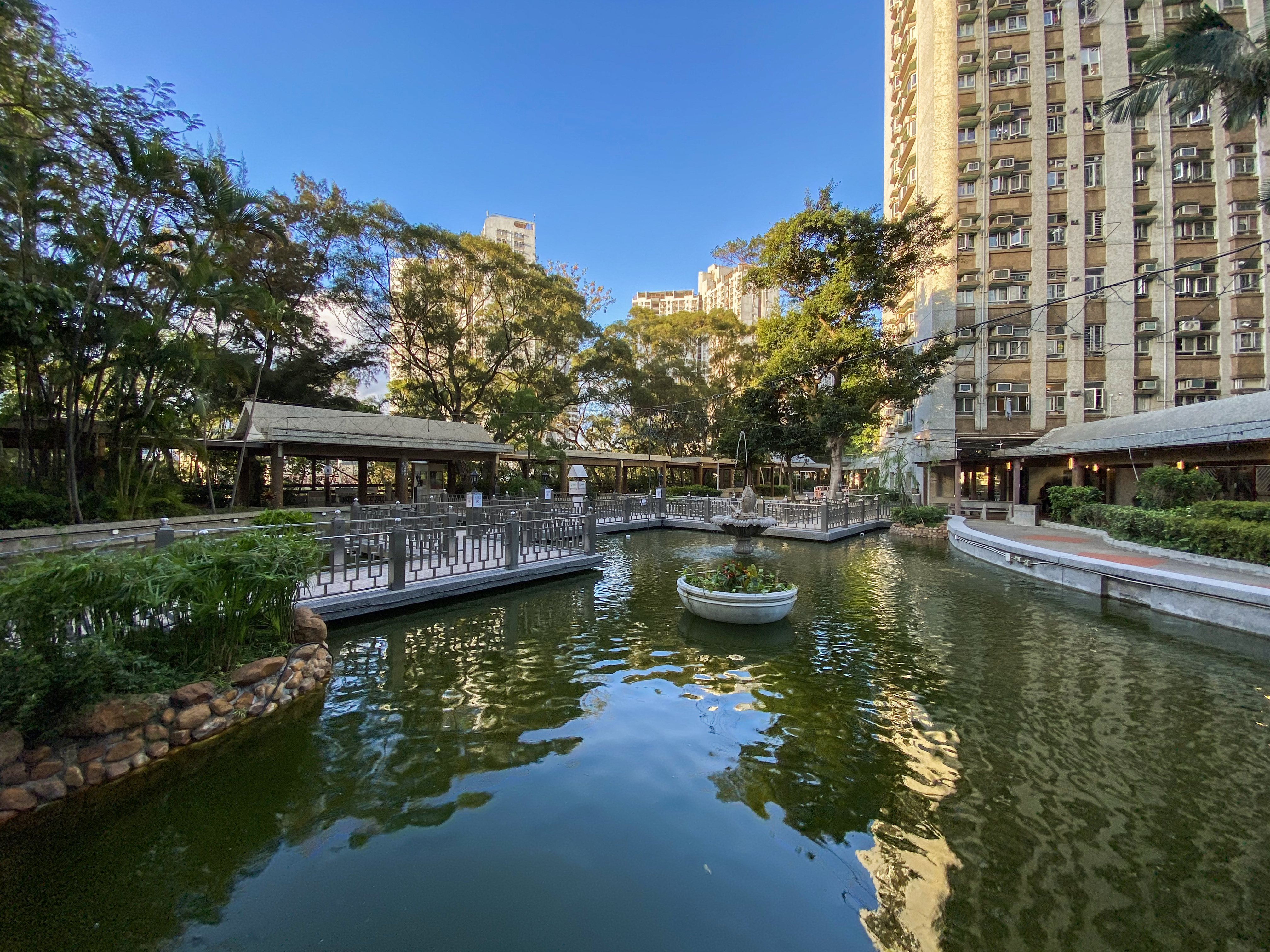
池塘

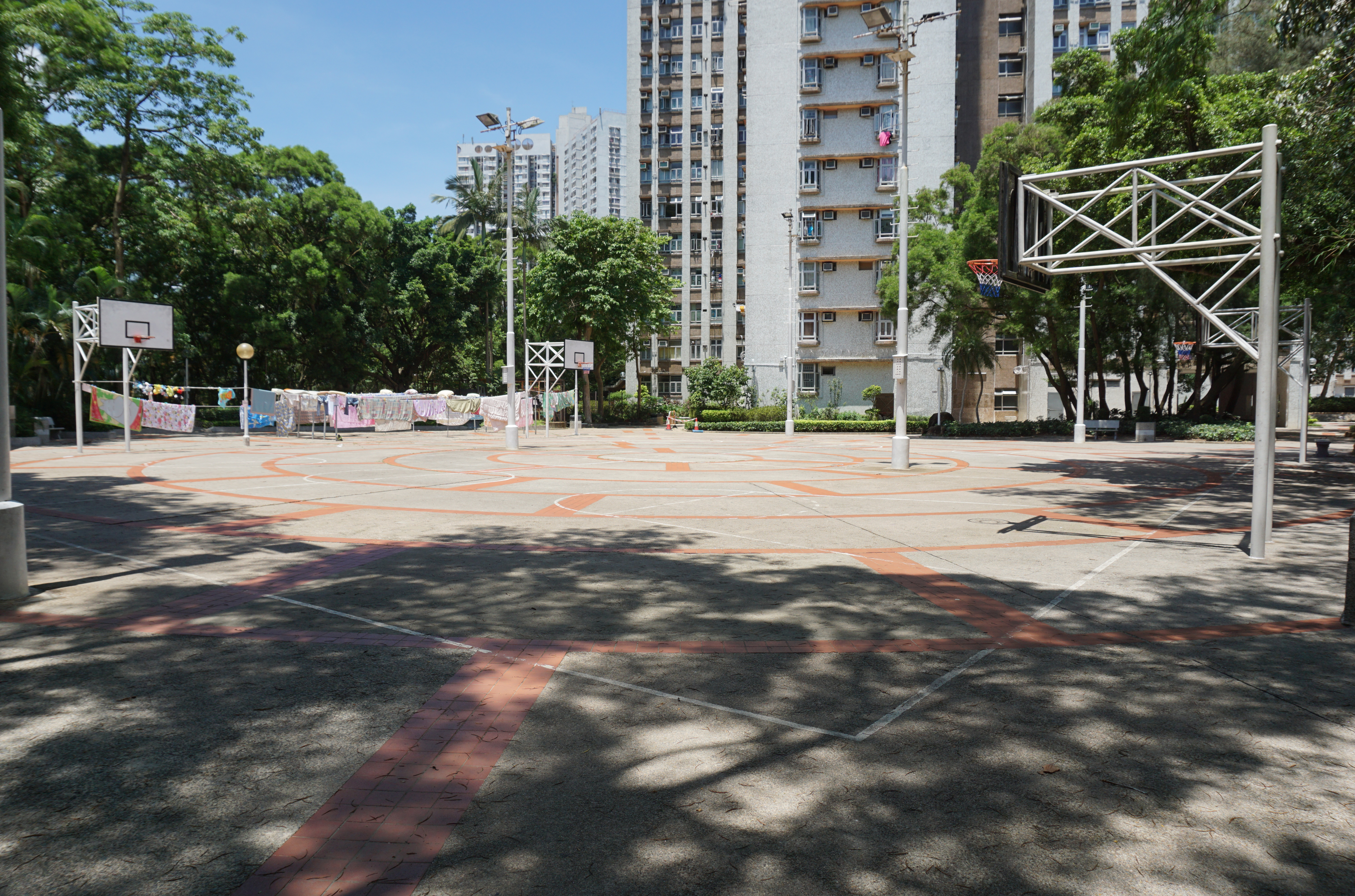
籃球場

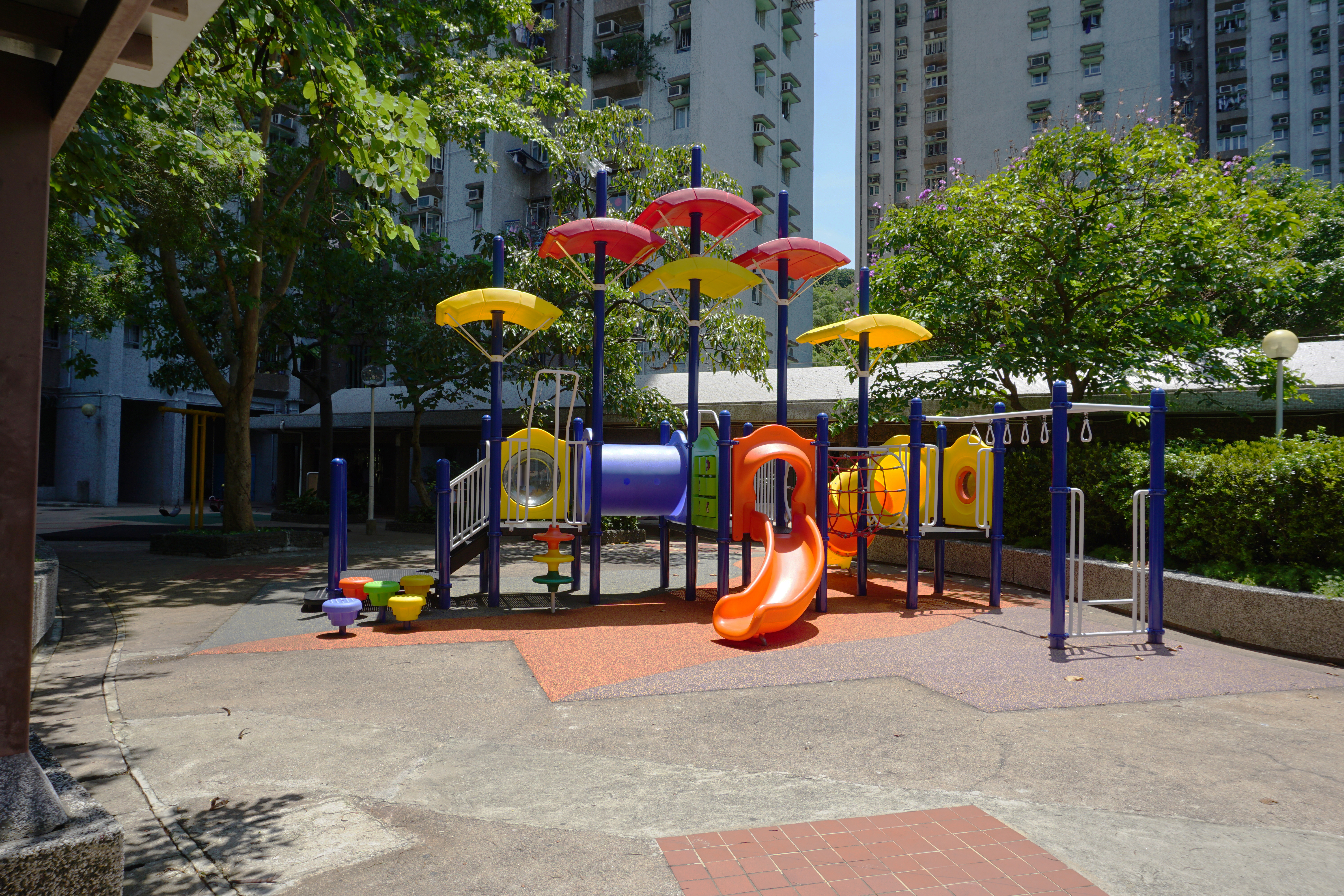
兒童遊樂場

青華苑（英語：Ching Wah Court）為香港房屋委員會興建的居者有其屋屋苑，位於香港新界葵青區的青衣島青芊街22號，建於青衣山，長康邨第二期的對面。屋苑分為兩期發展，第一期採用風車型大廈，由廣東水利水電工程承建，於1983年5月動工，1986年入伙。值得一提的是，第二期按照原定規劃為興建三座風車型大廈，但適逢新十字型設計發表，因此改為興建四座新十字型大廈，由有成建築承建，於1984年9月動工，1987年入伙，也是全港首批落成及入伙的新十字型大廈。
現時由富城物業管理負責管理。

## 屋苑資料

### 樓宇
| 樓宇名稱（座號）     | 樓宇類型                | 落成年份 | 樓宇層數 （住宅層數） | 每層伙數 | 每座單位數目（伙） | 承建商           | 提供升降機的廠商           | 期數 |
| -------------------- | ----------------------- | -------- | --------------------- | -------- | ------------------ | ---------------- | -------------------------- | ---- |
| 華奐閣（A座／第1座） | 風車型                  | 1986年   | 35 （1-35樓）         | 16       | 560                | 廣東水利水電工程 | 富士達 DC-GL (DC)          | 1    |
| 華璇閣（B座／第2座） | 風車型                  | 1986年   | 35 （1-35樓）         | 16       | 560                | 廣東水利水電工程 | 富士達 DC-GL (DC)          | 1    |
| 華碧閣（C座）        | 新十字型 （1984年版本） | 1987年   | 33 （2-33樓）         | 10       | 320                | 有成建築         | 英國通用電氣-捷運 DMR (DC) | 2    |
| 華豐閣（D座）        | 新十字型 （1984年版本） | 1987年   | 36 （2-36樓）         | 10       | 350                | 有成建築         | 英國通用電氣-捷運 DMR (DC) | 2    |
| 華欣閣（E座）        | 新十字型 （1984年版本） | 1987年   | 36 （2-36樓）         | 10       | 350                | 有成建築         | 英國通用電氣-捷運 DMR (DC) | 2    |
| 華翔閣（F座）        | 新十字型 （1984年版本） | 1987年   | 33 （2-33樓）         | 10       | 320                | 有成建築         | 英國通用電氣-捷運 DMR (DC) | 2    |

（註：上述座號是以房屋署Estate Property的記錄及房屋署圖則查閱網為依歸）
而屋苑內的升降機塔則採用奧的斯Spec V（ACVV）型號升降機

### 設施
屋苑設有4個兒童遊樂場、兩個籃球場、羽毛球場、池塘、水池、卵石路步行徑、棋藝區和乒乓球檯。而屋苑停車場大厦只有OK便利店和1986年創辦的青衣商會幼稚園。停車場樓高2層，天台設休憩花園

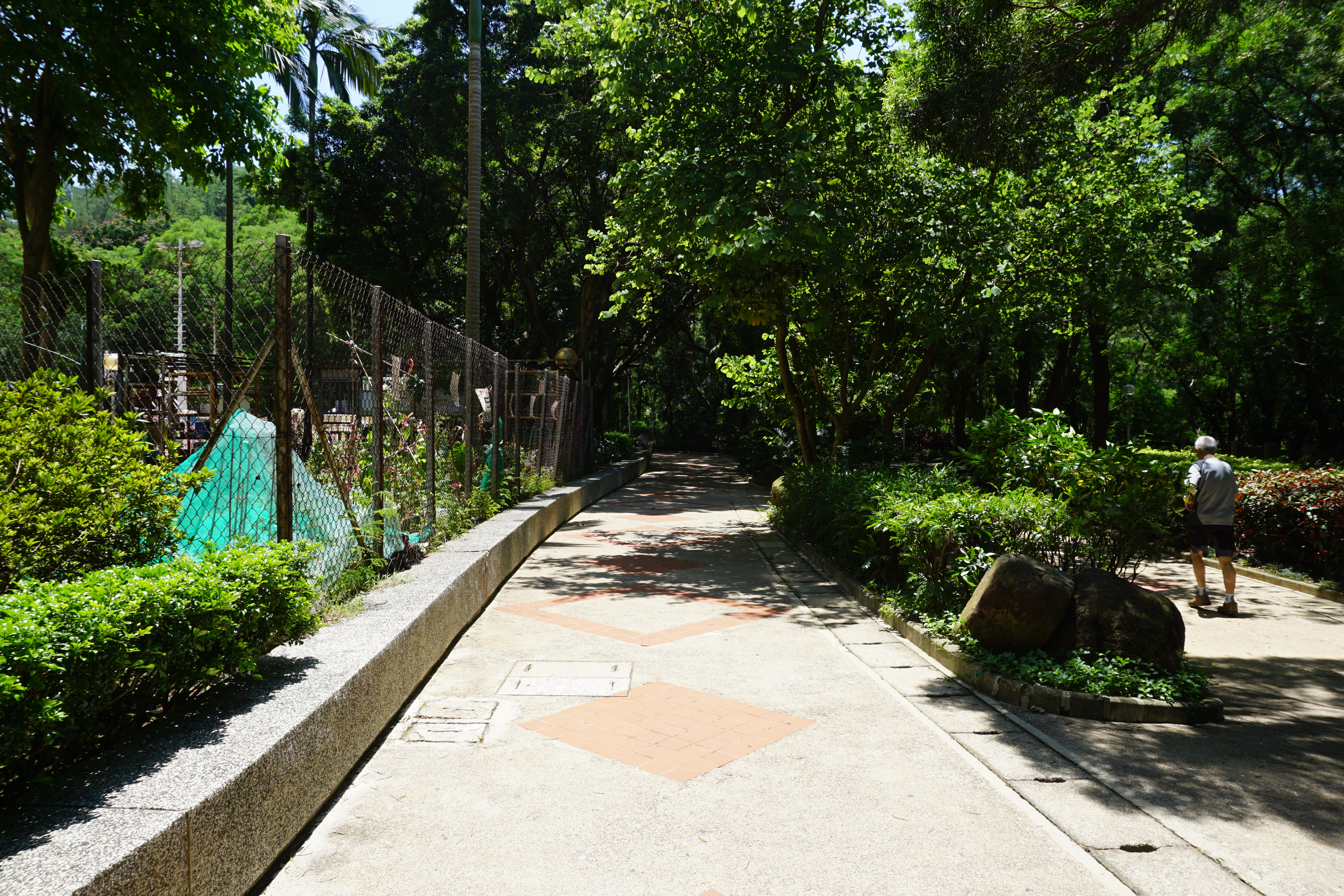
緩跑徑
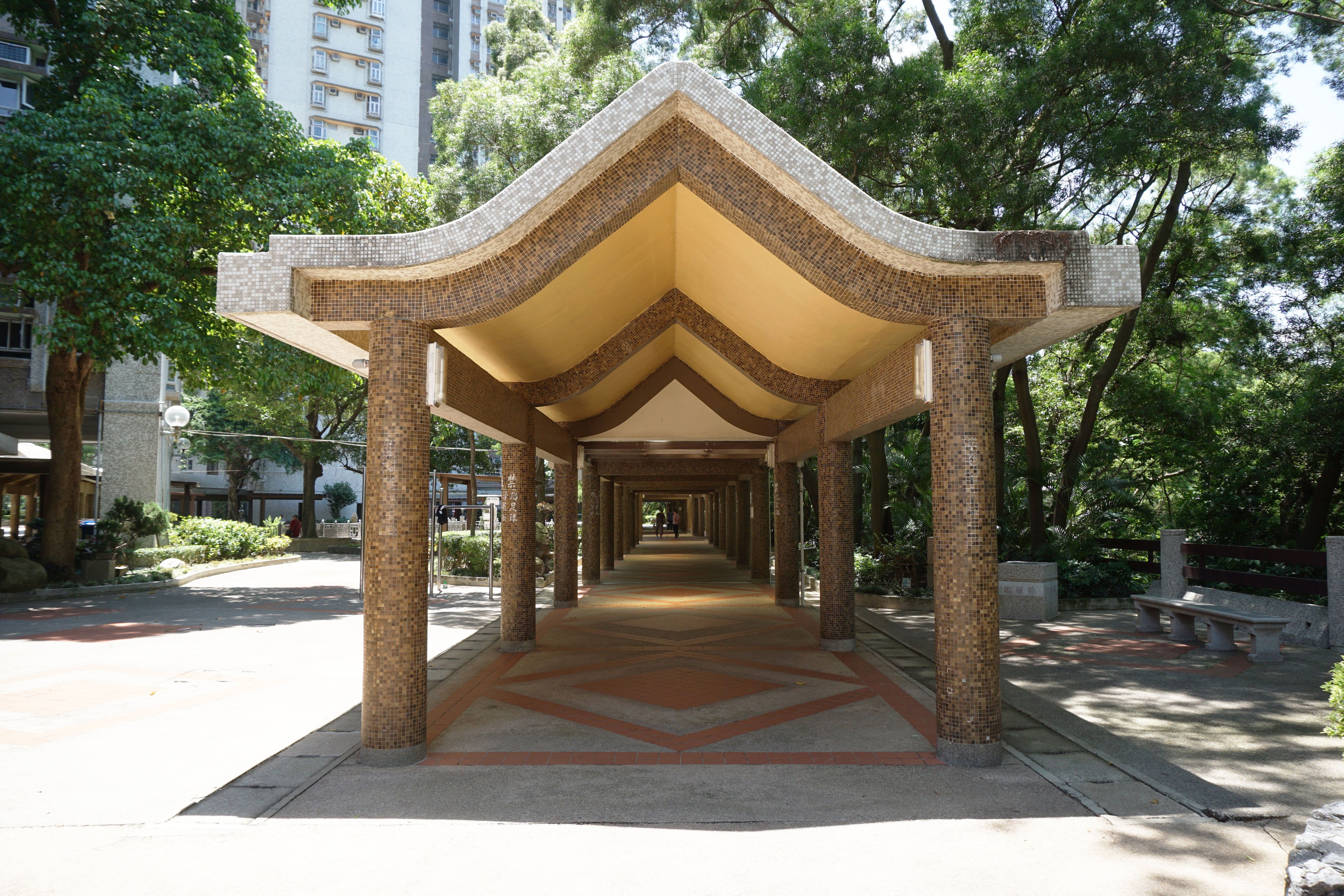
有蓋行人通道
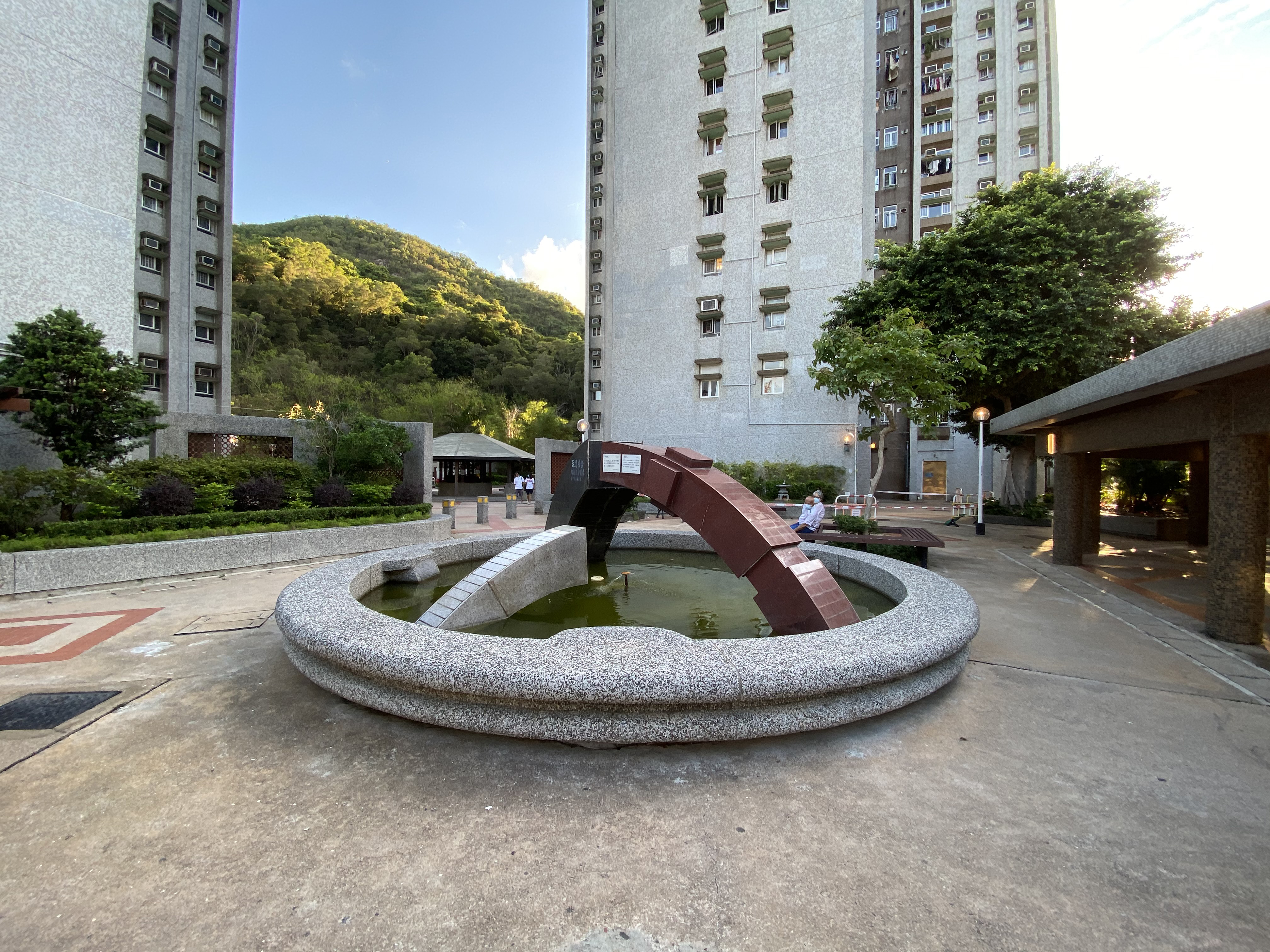
水池
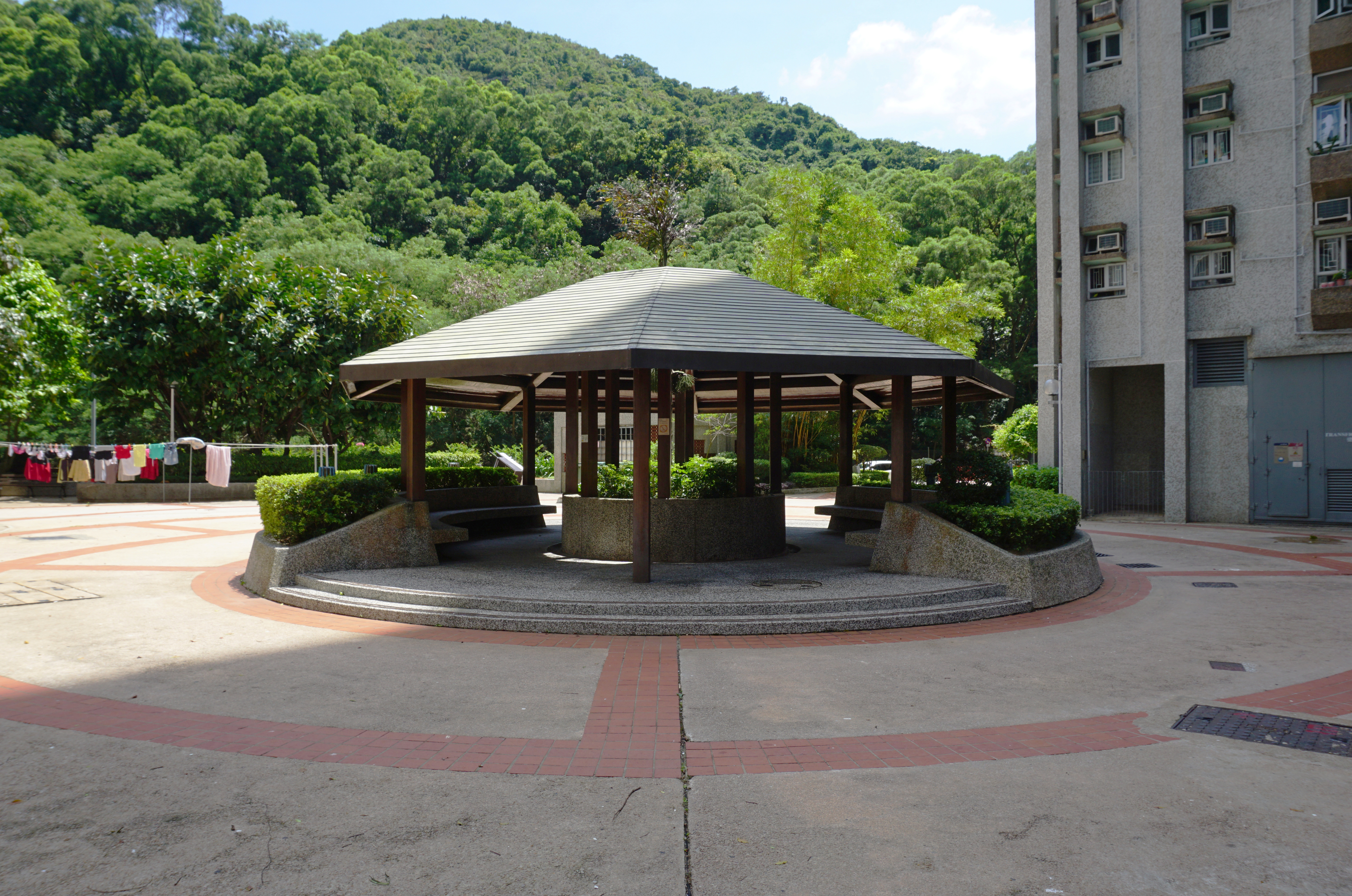
涼亭
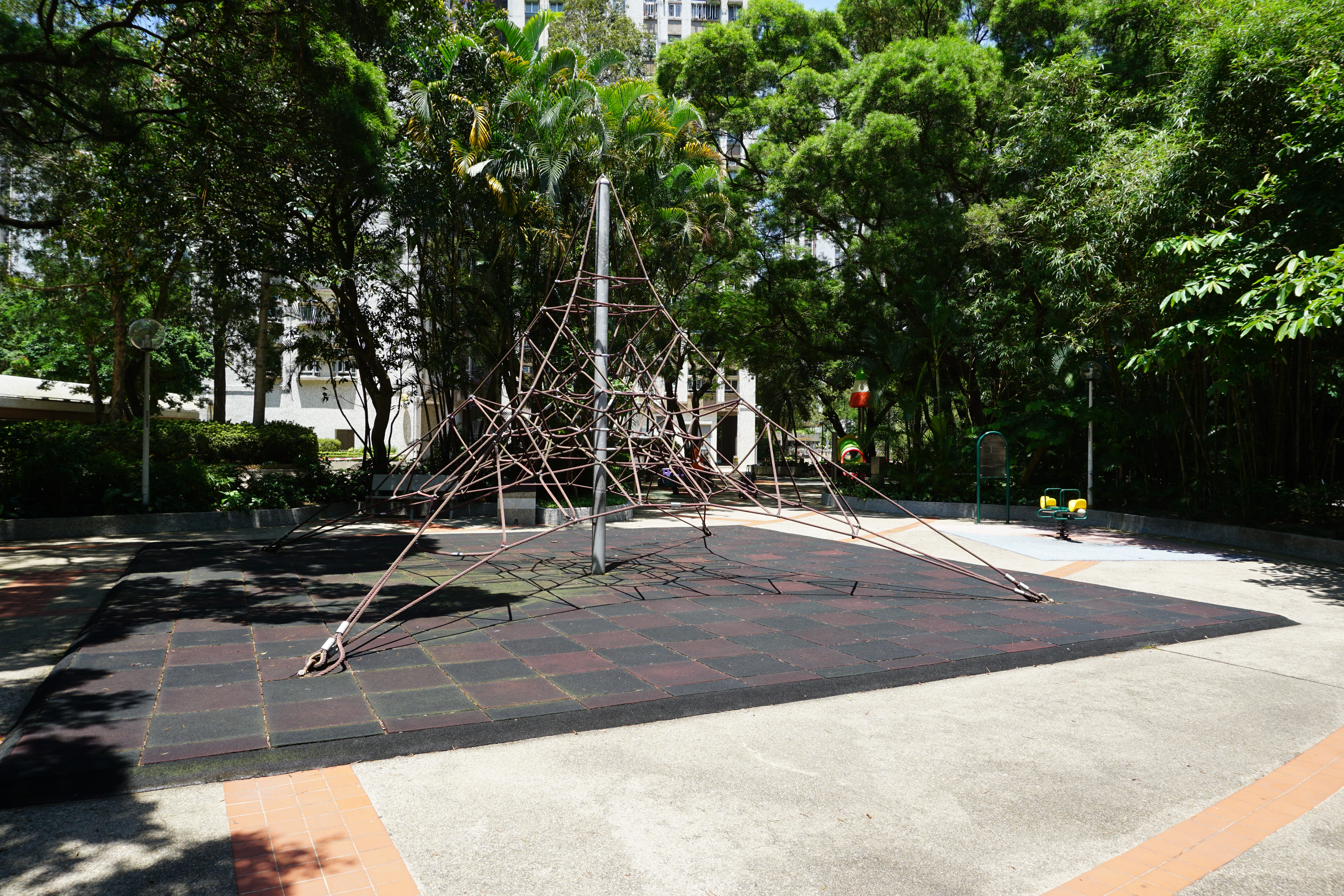
華奐閣旁的兒童遊樂場（2）
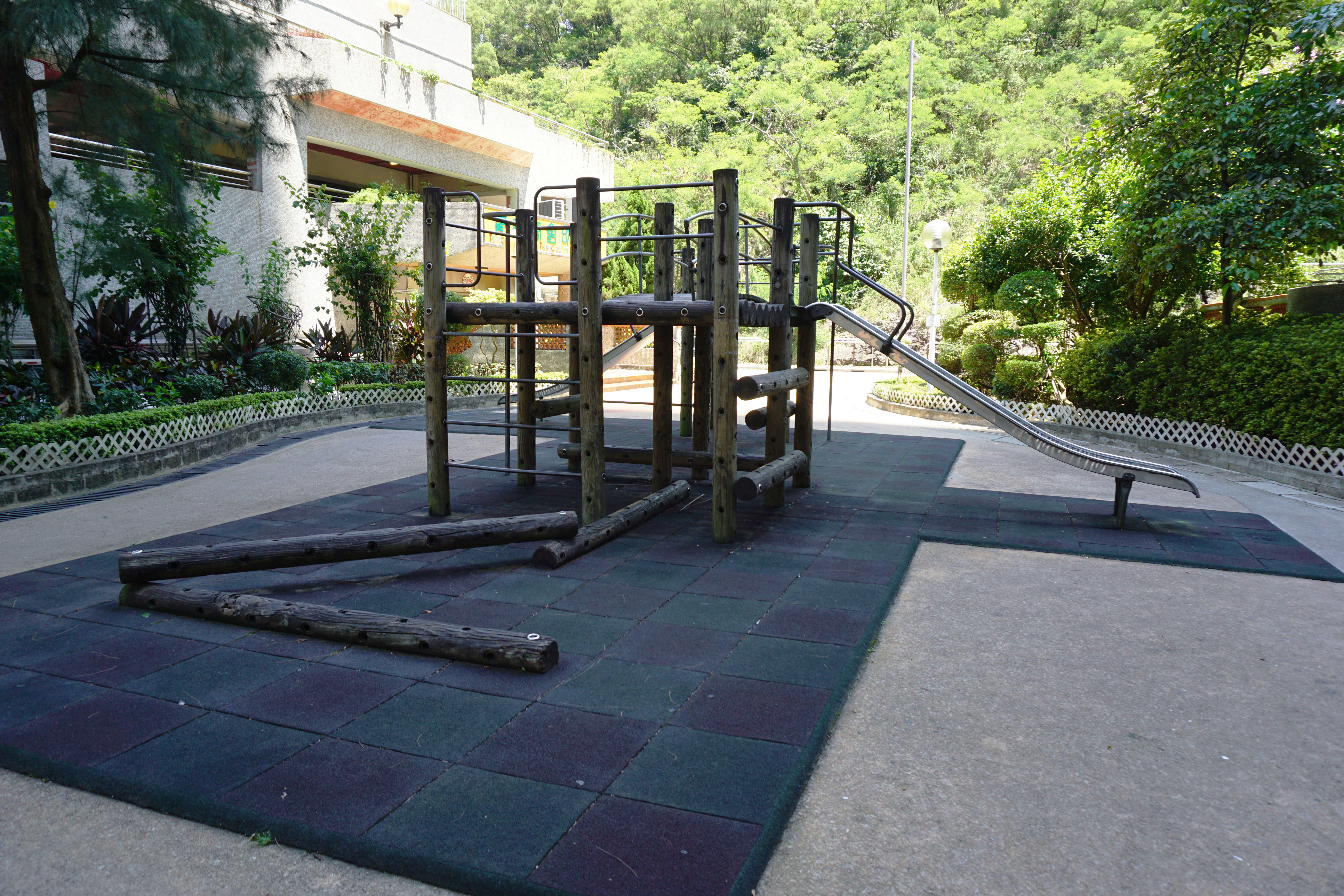
青衣商會幼稚園旁的兒童遊樂場
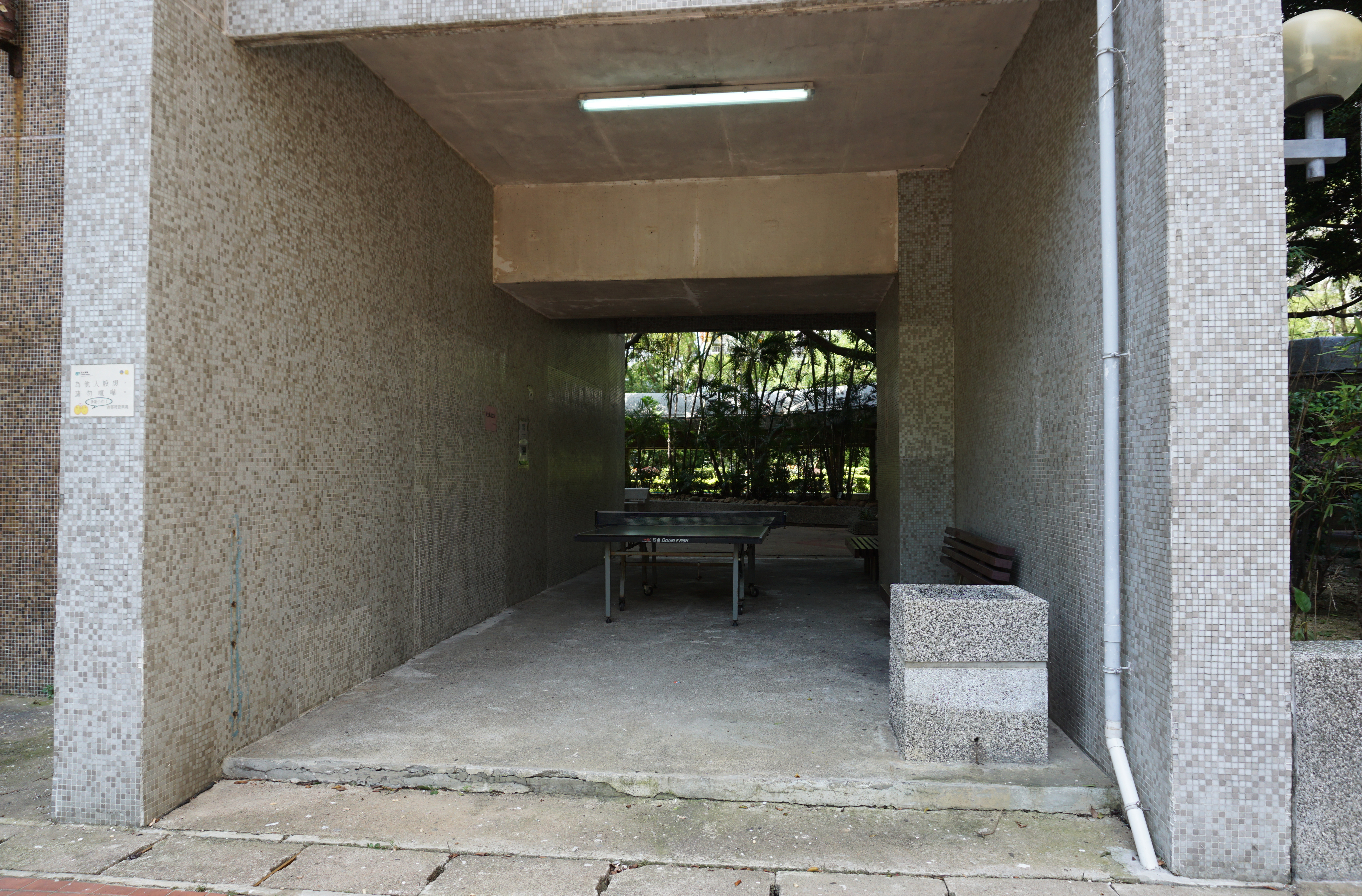
乒乓球檯
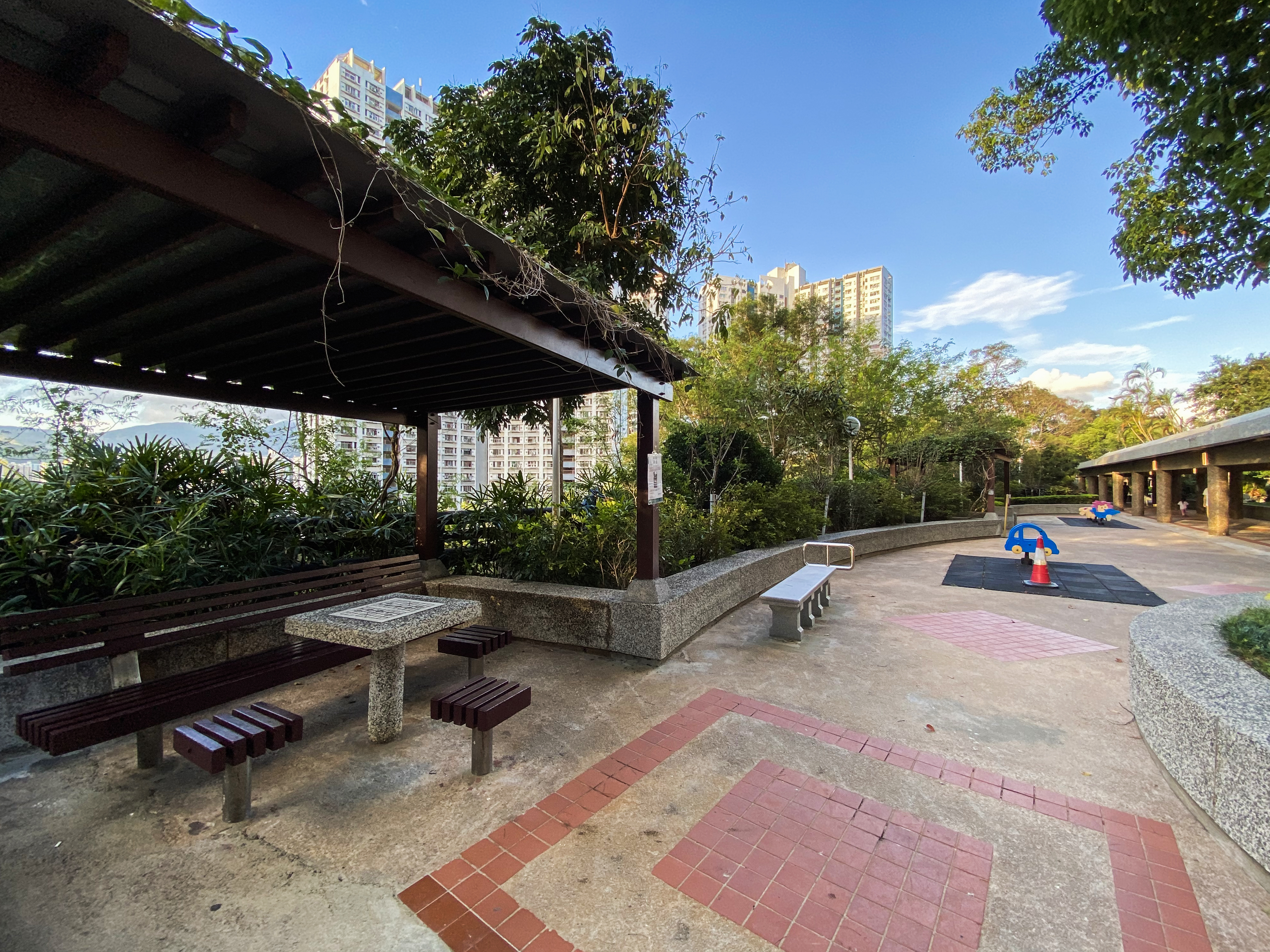
棋藝區和兒童遊樂場
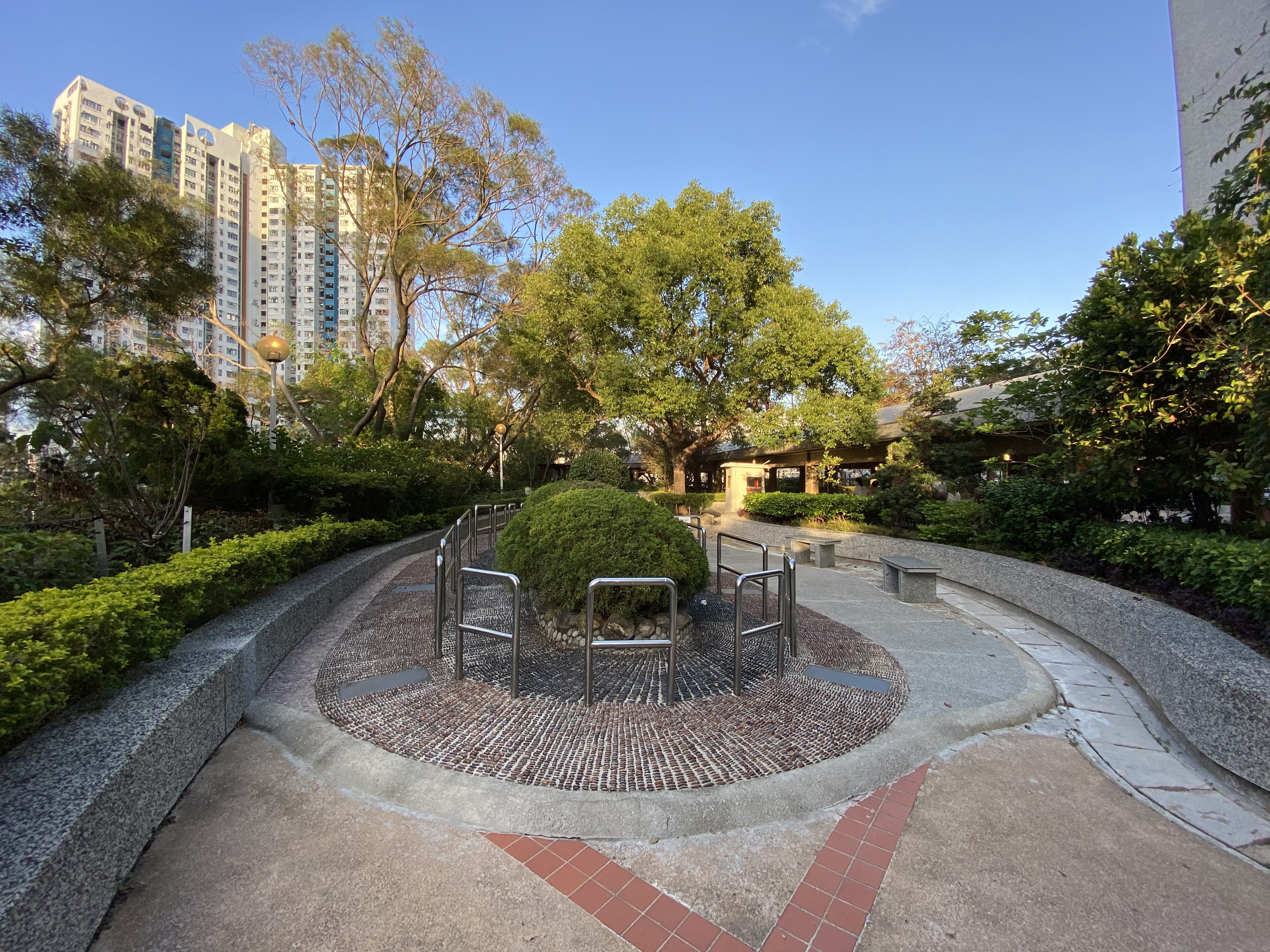
卵石路步行徑
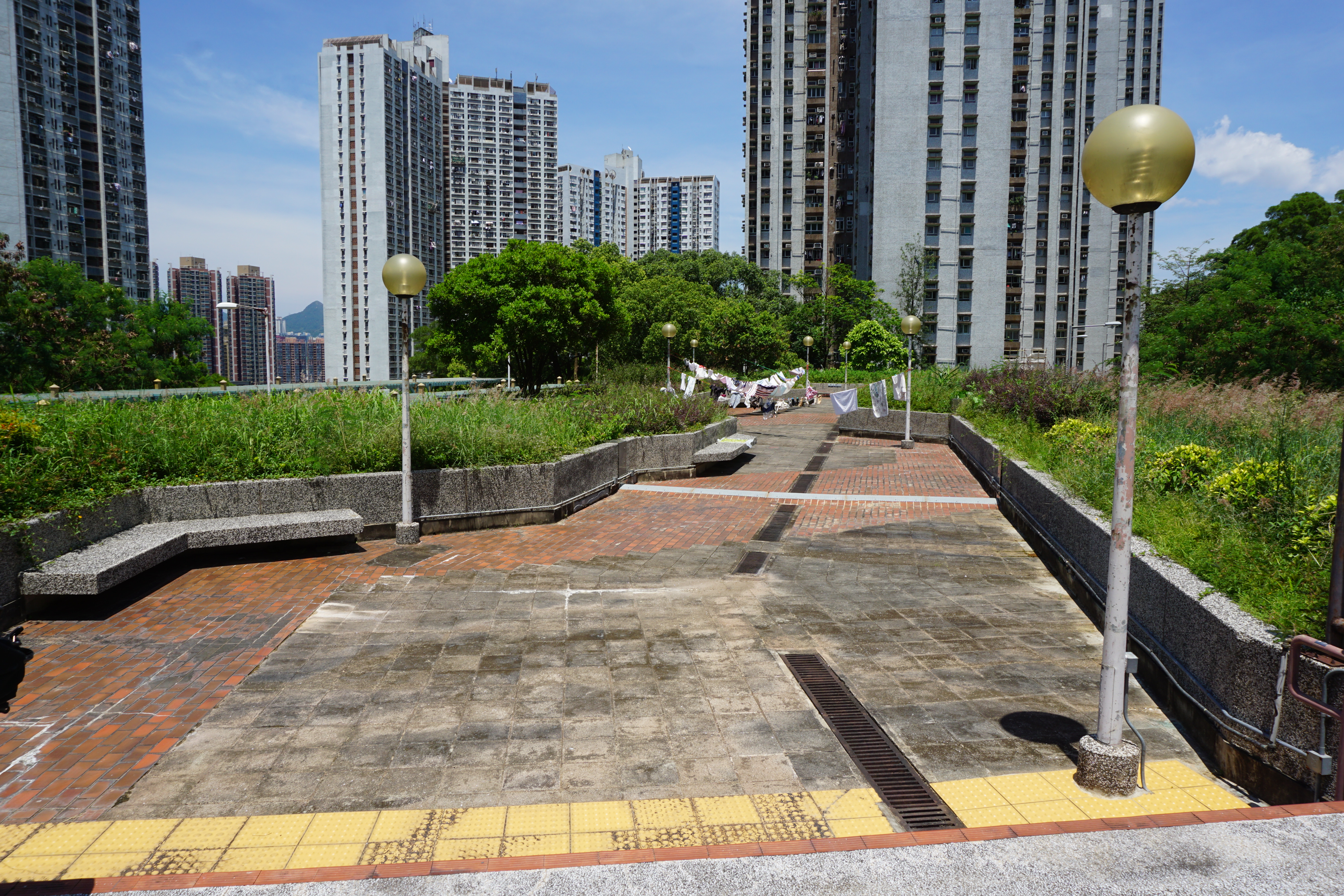
停車場天台休憩花園
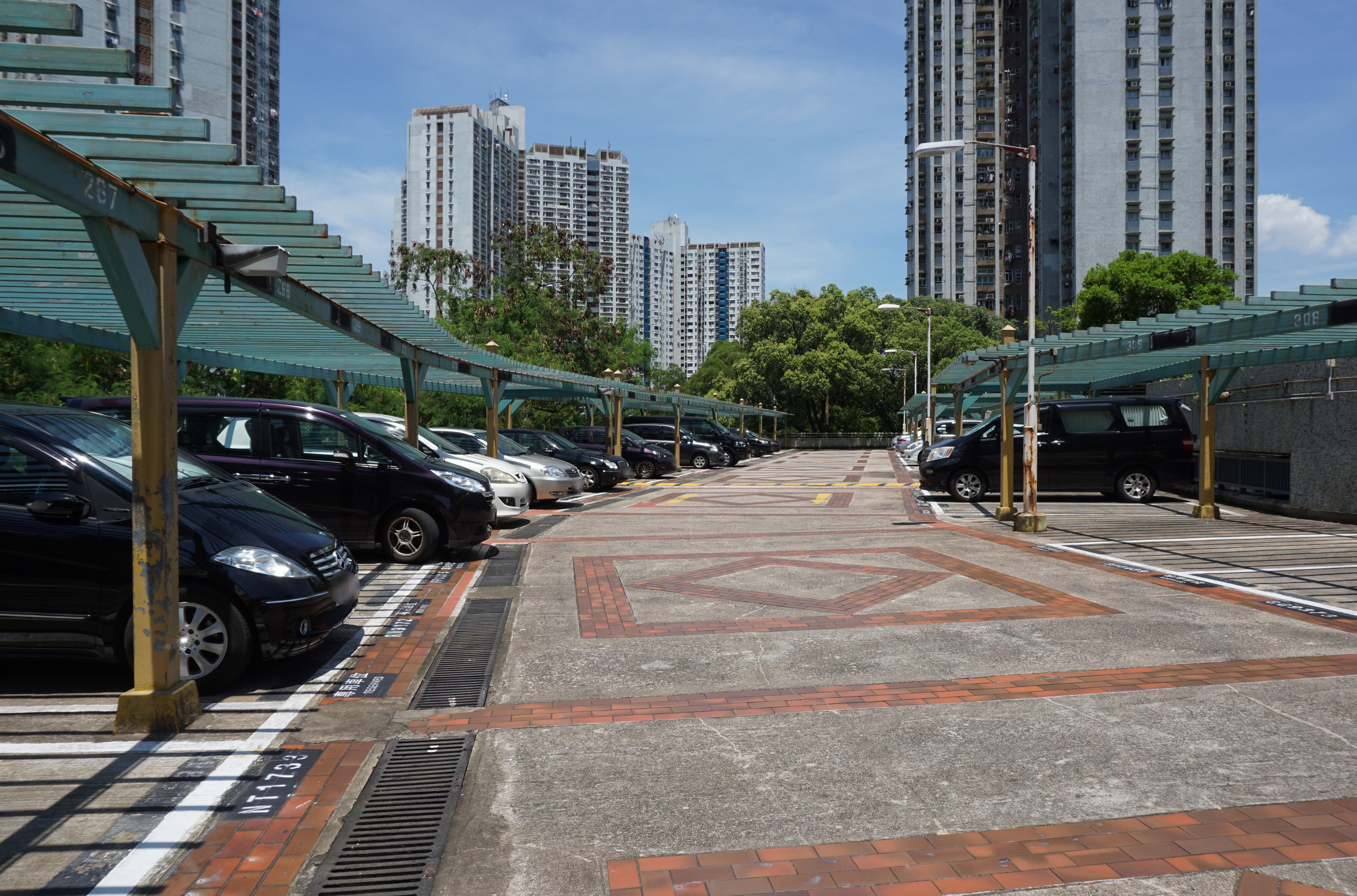
停車場
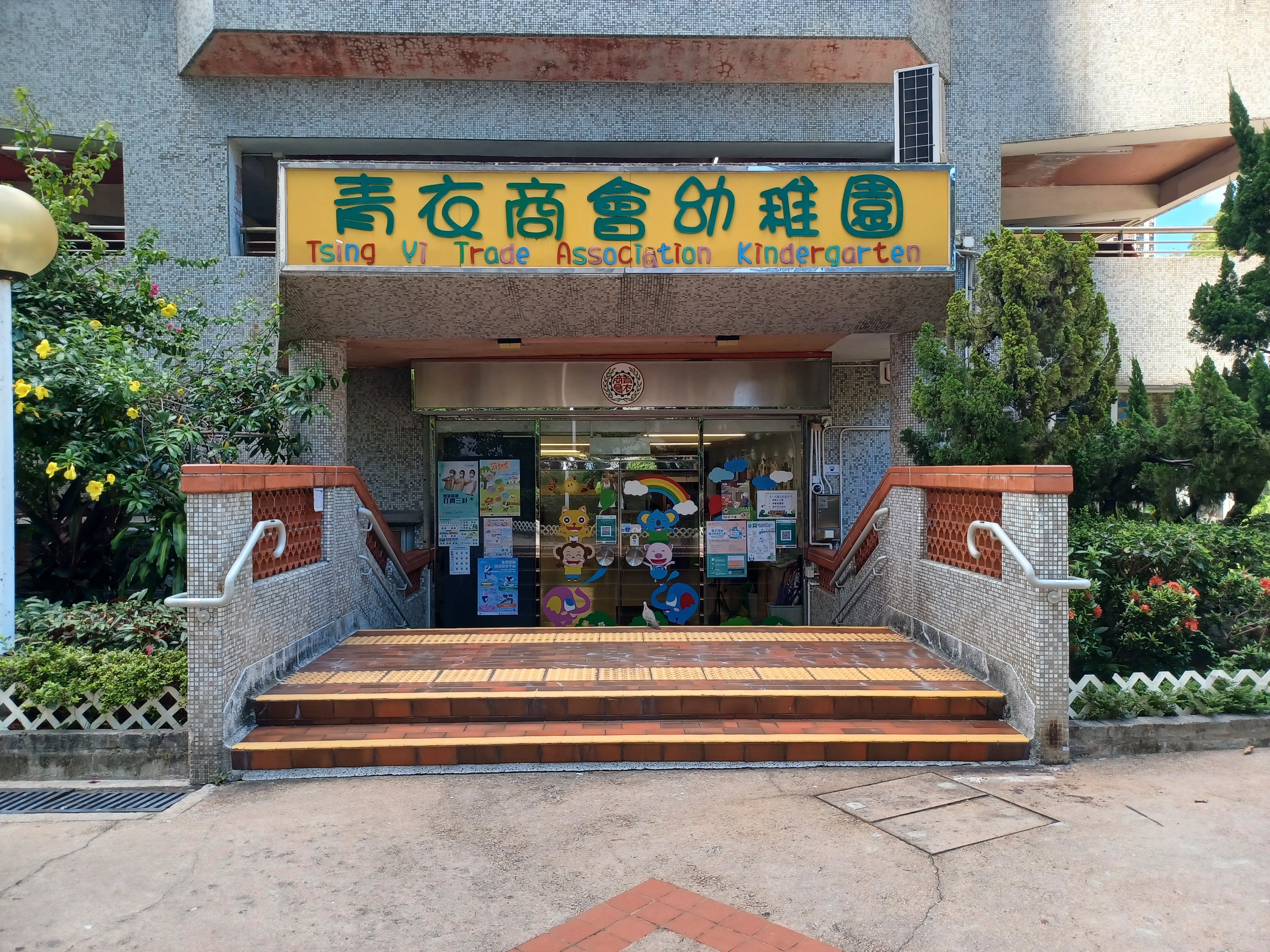
青衣商會幼稚園